# 朴口駅
朴口駅（ぼくこうえき）は、かつて台湾台中市豊原区にあった台湾鉄路管理局東勢線の駅（廃駅）である。

## 駅構造
- 単式ホーム1面1線の地上駅であった。

## 利用状況
- 既に廃止されている。
- 廃止前は招呼站（無人駅）であった。
- 東勢線の廃線跡は自転車道（東豊自行車緑廊）となり、本駅は休憩所として再利用されている。

## 保存状況
- 線路は撤去されているが、ホームが残っている。
- 元の待合室は撤去され、似た造形の新しい待合室（休憩所）が建てられた。

## 歴史
- 1961年1月4日 - 招呼站（無人駅）として開設された。
- 1991年9月1日 - 東勢線の廃線に伴い廃止された。

## 隣の駅
台湾鉄路管理局
東勢線（廃止）
豊原駅 - 豊原北信号場 - 朴口駅 - 石岡駅